# Schweitzer József (rabbi)
Schweitzer József (Veszprém, 1922. október 13. – Budapest, 2015. február 5.) Széchenyi-díjas tudós, vallástörténész, egyetemi tanár, országos főrabbi.

## Élete
Schweitzer Sándor jogász és Hoffer Friderika gyermekeként született. Csecsemő volt, amikor édesanyját elveszítette. Anyai nagyapja Hoffer Ármin szentesi, majd veszprémi rabbi. Kisgyerekként került Budapestre, itt kezdte az elemi iskolát. 1940-ben a Pesti Izraelita Hitközség Reálgimnáziumában érettségizett. A második világháború idején munkaszolgálatra hívták be, majd Budapesten bujkált.
1945–1947 között vallástanár volt. 1946-ban szerzett bölcsészdoktori diplomát az akkori Pázmány Péter, a mai Eötvös Loránd Tudományegyetem Bölcsészettudományi Karán. 1947-ben avatták rabbivá. 1948–1981 között Pécsett volt főrabbi. 1964-től az Országos Rabbiképző Intézet óraadó tanára volt. 1981-ben a Budapesti Izraelita Hitközség főrabbijává hívták meg, e tisztséget 1985-ig töltötte be. Ekkor egyetemi tanárként az Országos Rabbiképző Intézet igazgatójának nevezték ki, itteni teendőit 1997-ig látta el.
1994-ben felekezete a neológ hitközségek országos főrabbijává választotta, e tisztséget 2000-ig látta el.

## Magánélete
Felesége Spitzer Ágnes volt 1951-től. Két gyermeke (Judit, 1958; Gábor, 1964) és három unokája született.

## Emlékezete
Síremlékét 2016. január 31-én avatták fel.

## Díjai, elismerései
- Az Eötvös Loránd Tudományegyetem Bölcsészettudományi Karának címzetes egyetemi tanára
- A Károli Gáspár Református Egyetem díszdoktora
- A New York-i Jewish Theological Seminary díszdoktora
- Pro Civitate díj (1994)
- Kisebbségekért díj (1995)[1]
- Pro urbe Budapest (1996)[1]
- Széchenyi-díj (egyetemi oktatói és irodalmi munkásságáért) (1997)
- Pázmány Péter-díj (egyetemi oktatói és közéleti tevékenységéért) (1998)
- Scheiber Sándor-díj (2000)[1]
- A Francia Köztársaság Becsületrendje (2001)
- A Magyar Köztársasági Érdemrend tisztikeresztje (2002)[4]
- Budapest díszpolgára (2003)
- Prima díj (2005)
- Várhegyi György-díj (2006)[1]
- XIII. kerület díszpolgára (2006)
- Radnóti Miklós antirasszista díj (2007)
- Erzsébetváros díszpolgára (2013)

## Művei
- A Pécsi Izraelita Hitközség története (1966)
- Az első pécsi héber nyomtatvány, 1965
- Schweitzer J., Szilágyi M.: A Tolna megyei zsidók története 1867-ig, 1982
- (szerk): Az Országos Rabbiképző Intézet évkönyvei, Budapest, Országos Rabbiképző Intézet
- A zsidóság a magyar művelődés századaiban, Budapest, Budapesti Műszaki Egyetem. Természet- és Társadalomtudományi Kar. Társadalom- és Gazdaságtudományi Intézet, 1994
- (szerk.): Magyarországi zsidó hitközségek, 1944. április: a Magyar Zsidók Központi Tanácsának összeírása a német hatóságok rendelkezése nyomán. Magyar Zsidó Levéltár, Orsz. Rabbiképző Int., Budapest, Magyar Tudományos Akadémia, Judaisztikai Kutatócsoport, 1994
- Erdő Péter–Schweitzer József–Vizi E. Szilveszter: Hit, erkölcs, tudomány; fotó Váli Miklós; Éghajlat, Bp., 2006 (Manréza-füzetek)
- „Uram, nyisd meg ajkamat" – válogatott tanulmányok és esszék (2007)
- „Asztali beszélgetések...3 – Közös örökségünk" – szerk: Galambos Ádám; Luther Kiadó (2009)
- Cselekedd a törvényt, a jóságot szeresd, és Isten előtt járj alázattal! Dr. Schweitzer József összegyűjtött ünnepekről szóló beszédei; szerk. Pasqualini Zoltánné; Szülőföld, Gencsapáti, 2013